# Giardini-Naxos

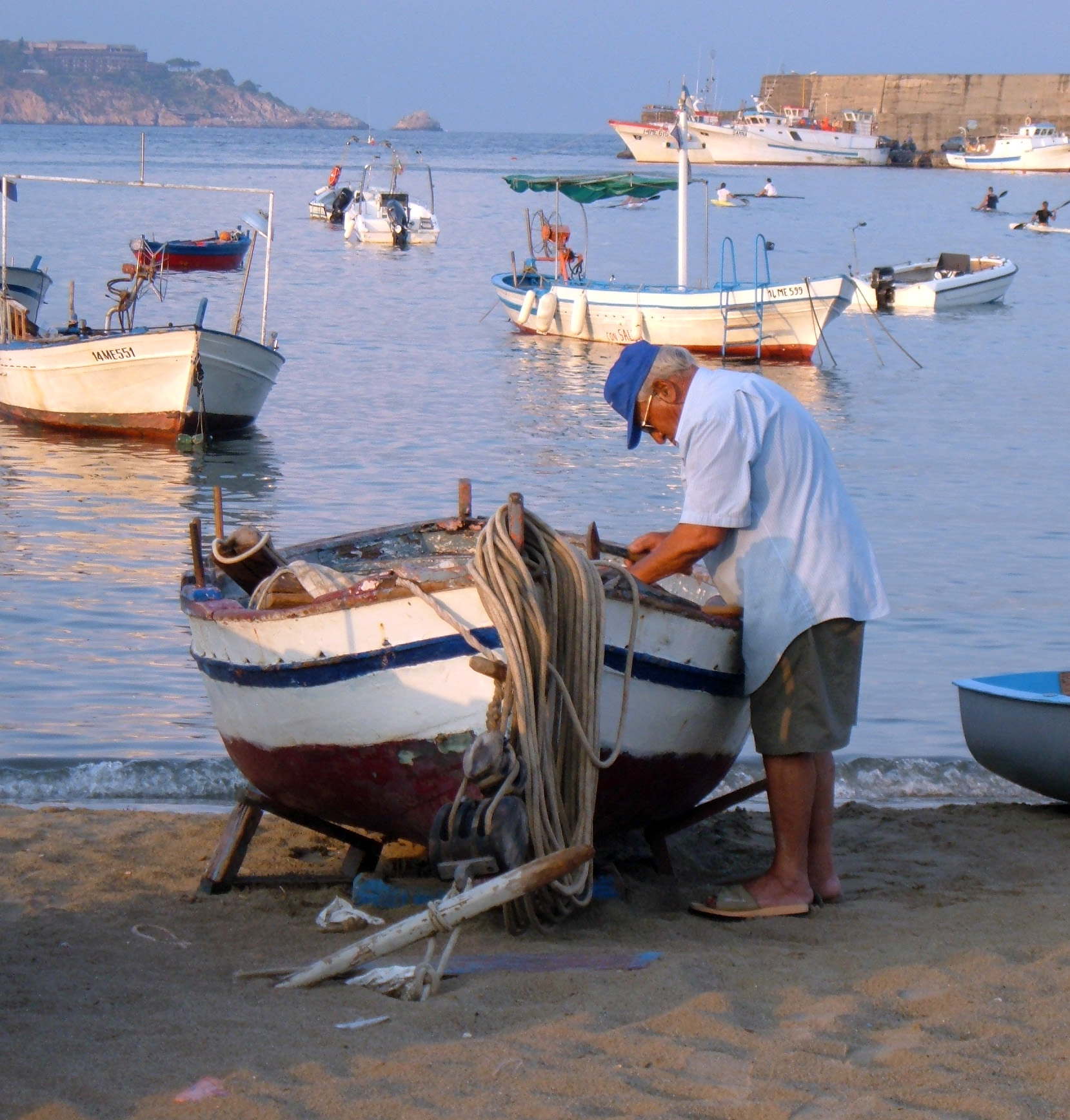
La marina.

Giardini-Naxos (o Giaddini en siciliano) es un municipio italiano de la provincia de Mesina de 9.441 habitantes. Los antiguos griegos la llamaban Naxos. Dista 39 km de Mesina y 40 de Catania.

Ubicación de la ciudad de Giardini-Naxos dentro de la provincia de Mesina.

## Evolución demográfica
| Gráfica de evolución demográfica de Giardini-Naxos entre 1861 y 2001 |
|                                                                      |
| Fuente ISTAT - Elaboración gráfica por parte de Wikipedia            |